# Bruine Bank
De Bruine Bank (Engels: Brown Ridge) is een zandbank gelegen op de bodem van de zuidelijke Noordzee. De zandbank ligt vrijwel geheel op het Nederlandse deel van de Noordzee en ligt ruwweg halverwege de Nederlandse en Engelse kust. De zandbank en het gebied daaromheen vormen een belangrijk natuurgebied. Door vissers van Goeree wordt hier regelmatig gevist en staat bij hen bekend onder de Zeeuwse naam "de Rik" (rug).

## Geografie
De noord-zuid gesitueerde Bruine Bank vormt een kenmerkende verhoging in het midden van de Zuidelijke Bocht. Op zijn hoogste punt heeft het een diepte van zestien meter beneden zeeniveau. Ten westen van de zandbank, aan de Engelse kant, ligt een relatief diep waterkanaal met een diepte van dertig meter of dieper en ten oosten, aan de Nederlandse kant, ligt de Breeveertien.

## Natuur
Het gebied is een belangrijk paaigebied voor vissen, zoals bot en schol, en wordt vooral in de winter intensief gebruikt door vogels, waaronder alken, zeekoeten en zilvermeeuwen. Daarnaast komen er grote aantallen bruinvissen voor.
De Bruine Bank, die voor een groot deel ligt in de Nederlandse exclusieve economische zone (EEZ), werd op 8 december 2021 aangemerkt als Natura 2000-gebied.
In 2017 heeft de internationale natuurorganisatie "OCEANA" er verloren gewaande zandkokerworm-riffen herontdekt.

## Menselijke resten
De Bruine Bank is ook een vindplaats van menselijke resten zoals botresten en werktuigen, wat er op wijst dat het gebied mogelijk in de prehistorie bewoond was.